# آندرس فلورکین
آندرس فلورکین (انگلیسی: Andrés Fleurquin؛ زادهٔ ۸ فوریهٔ ۱۹۷۵) بازیکن فوتبال اهل اروگوئه است که در پست هافبک دفاعی بازی می‌کرد.
وی همچنین در تیم ملی فوتبال اروگوئه بازی کرده‌است.